# Большое Немецкое
Большое Немецкое — озеро в районе Беимбета Майлина Костанайской области Казахстана. Находится в 6 км к югу от села Смайловка. Вода поступает по каналу из ручья Кайранколь. Берега озера заболочены.
По данным топографической съёмки 1944 года, площадь поверхности озера составляет 1,11 км². Наибольшая длина озера — 1,6 км, наибольшая ширина — 1 км. Длина береговой линии составляет 4,5 км, развитие береговой линии — 1,2. Озеро расположено на высоте 227,4 м над уровнем моря.
Озеро входит в перечень рыбохозяйственных водоёмов местного значения.